# Kenny Guinn

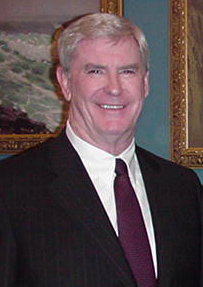

Kenneth Carroll "Kenny" Guinn (24 de agosto de 1936 - 22 de julho de 2010) foi um político norte-americano. Foi o 27º governador de Nevada.